# Kakaahuraa
Kakaahuraa ist eine kleine Insel des Mulaku-Atolls im Süden des Inselstaates Malediven in der Lakkadivensee (Indischer Ozean).

## Geographie
Die Insel liegt im Ostsaum des Atolls zusammen mit Hakuraahuraa.
Auf beiden naheliegenden Inseln befindet sich ein Resort (Hotelanlage).